# Bartvögel
Die Einteilung der Lebewesen in Systematiken ist kontinuierlicher Gegenstand der Forschung. So existieren neben- und nacheinander verschiedene systematische Klassifikationen. 
Das hier behandelte Taxon ist durch neue Forschungen obsolet geworden oder ist aus anderen Gründen nicht Teil der in der deutschsprachigen Wikipedia dargestellten Systematik.

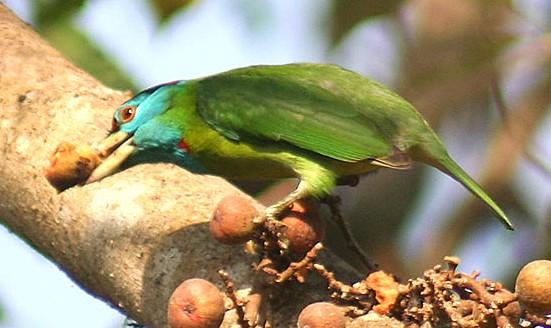
Blauwangen-Bartvogel (Megalaima asiatica)

Die Bartvögel sind eine ursprünglich als Familie der Spechtvögel betrachtete Tiergruppe mit 82 Arten in 13 Gattungen. Der Ursprung des Namens liegt in dem Schnabelgrund entspringenden, steifen Borsten.
Die 1838 von Charles Lucien Bonaparte beschriebene Familie gilt heute als paraphyletisches Taxon, da sie nur unter Einschluss der Tukane (Ramphastidae) ein Monophylum bilden würden. Sie wurden deshalb in vier Familien geteilt, die Afrikanischen Bartvögel (Lybiidae), die Amerikanischen Bartvögel (Capitonidae), die Asiatischen Bartvögel (Megalaimidae) und die Tukan-Bartvögel (Semnornithidae).

## Merkmale
Bartvögel werden 9 (afrikanische Zwergbartvögel) bis 32 Zentimeter (Grünbartvögel) lang. Die meisten Arten weisen keinen Geschlechtsdimorphismus auf. Viele Arten haben ein farbenprächtiges Gefieder. Bartvögel verfügen über ein Arsenal sehr lauter Rufe. Meist bestehen sie aus einer Phrase, welche oft wiederholt wird.

## Lebensweise
Meist halten sich Bartvögel im Laub der Bäume auf; trotz ihres bunten Gefieders sind sie dort gut getarnt. Bartvögel ernähren sich von Insekten und Früchten.
Bartvögel finden sich meist nur an ertragreichen Futterquellen wie großen, fruchttragenden Bäumen in großen Mengen, ansonsten leben sie einzelgängerisch oder paarweise.
Einige Arten von Bartvögeln brüten nur in einer eng begrenzten Saison, andere das ganze Jahr über. Wie die Gesamtheit der Spechtvögel sind Bartvögel Höhlenbrüter. Die mit dem kräftigen Schnabel in morsches Holz gehackten Höhlen zeichnen sich durch einen langen Gang in eine große Nistkammer aus. Diese Höhlen werden außerhalb der Brutzeit oft als Schlafplatz genutzt. Gelegentlich werden von Bartvögeln die alten Höhlen anderer Spechtvögel besetzt. Die Weibchen legen etwa zwei bis fünf weiße Eier mit Längsrillen in die mit Mulm oder Holzspänen gepolsterte Bruthöhle. Die Eier werden abwechselnd von beiden Elterntieren bebrütet, nachts brütet jedoch das Männchen nur ausnahmsweise. Die beim Schlupf nackten und blinden Küken haben an den Fersen starke Sitzschwielen. Nach vier bis fünf Wochen verlassen sie die Bruthöhle mit einem weitaus weniger farbenprächtigeren Gefieder, welches später ausfärbt.

## Systematik

### Afrikanische Bartvögel
Die Afrikanischen Bartvögel (Lybiidae) leben mit 42 Arten in den Wäldern und Savannen Afrikas. Die Vögel werden neun bis 24 Zentimeter lang. Ihr Gefieder ist meist bräunlich oder olivfarben. Der Scheitel schwarz oder braun mit kontrastierenden gelben, roten, schwarzen oder weißen Flecken. Afrikanische Bartvögel sind monogam. Sie legen zwei bis sechs Eier. An der Jungenaufzucht beteiligen sich beide Eltern, oft noch unterstützt von Jungvögeln aus vorherigen Bruten.
- Gattung: Buccanodon

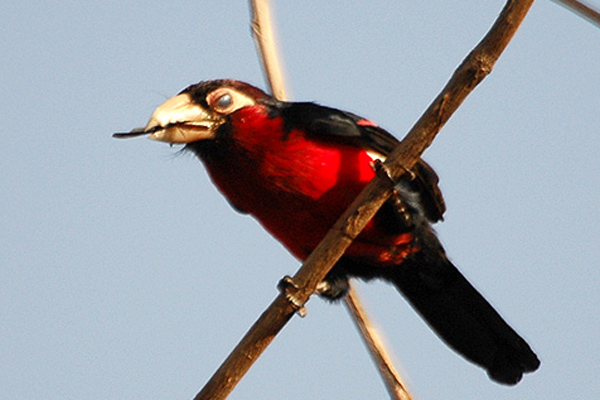
Doppelzahn-Bartvogel (Lybius bidentatus)

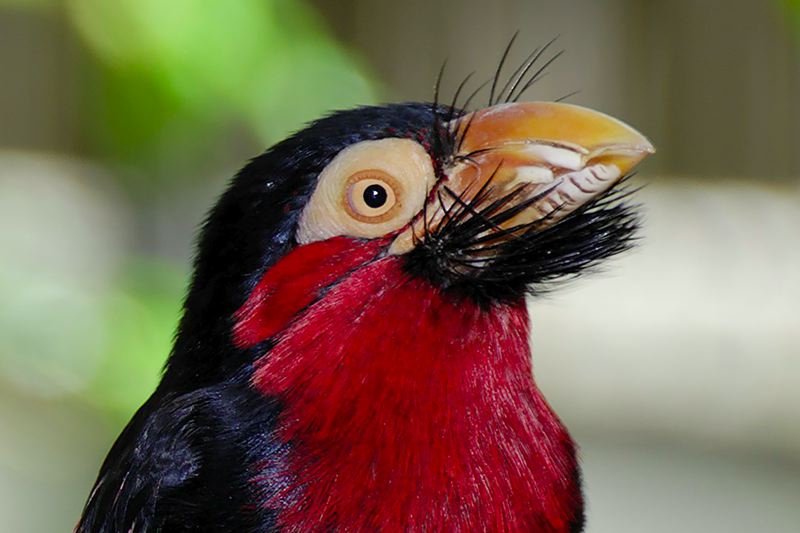
Senegal-Furchenschnabel (Lybius dubius)

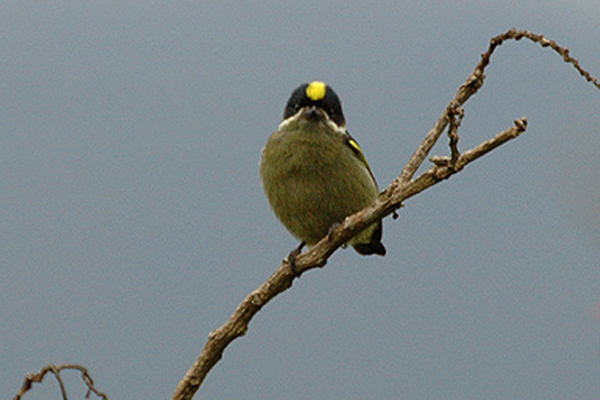
Pogoniulus coryphaeus

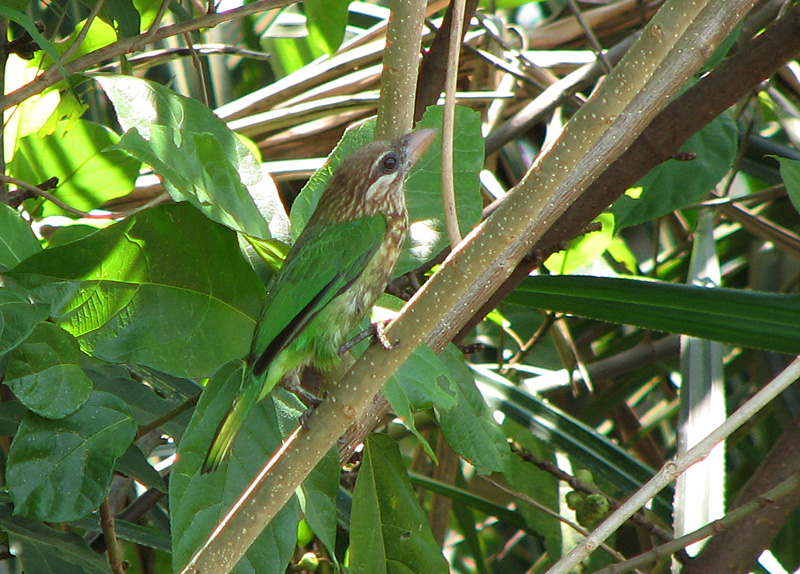
Grünbartvogel

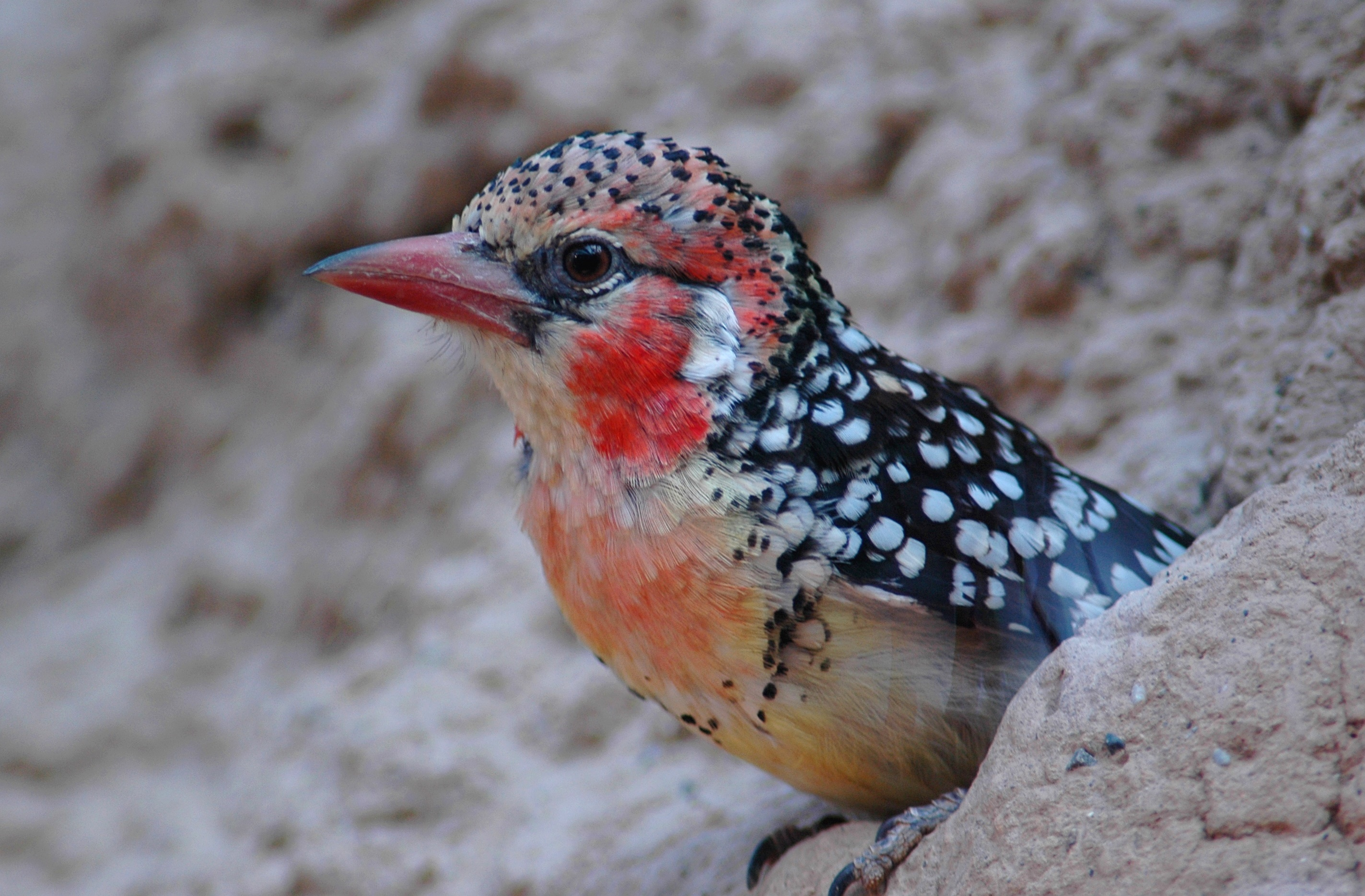
Flammenkopf-Bartvogel (Trachyphonus erythrocephalus)

  - Gelbfleck-Bartvogel (Buccanodon duchaillui)
- Gattung: Borstenbärtlinge (Gymnobucco)
  - Trauerbartvogel (Gymnobucco bonapartei)
  - Glatzenbartvogel (Gymnobucco calvus)
  - Borstenbartvogel, Pelbartvogel (Gymnobucco peli)
  - Rußbartvogel (Gymnobucco sladeni)
- Gattung: Zahnbartvögel (Lybius)
  - Doppelzahn-Bartvogel (Lybius bidentatus)
  - Feigen-Bartvogel (Lybius chaplini)
  - Senegal-Furchenschnabel, Furchenschnabelbartvogel (Lybius dubius)
  - Purpurmasken-Bartvogel (Lybius guifsobalito)
  - Weißkopf-Bartvogel (Lybius leucocephalus)
  - Braunbrust-Bartvogel (Lybius melanopterus)
  - Rosenbauch-Bartvogel (Lybius minor)
  - Schwarzbrust-Furchenschnabel (Lybius rolleti)
  - Rotgesicht-Bartvogel (Lybius rubrifacies)
  - Halsband-Bartvogel oder Schwarznacken-Bartvogel (Lybius torquatus)
  - Wellenbartvogel (Lybius undatus)
  - Blutbrust-Bartvogel (Lybius vieilloti)
- Gattung: Zwergbartvögel oder Zwergbärtlinge (Pogoniulus)
  - Rotbürzel-Bartvogel (Pogoniulus atroflavus)
  - Gelbbüschel-Zwergbärtling oder Binden-Zwergbärtling (Pogoniulus bilineatus)
  - Gelbstirn-Bartvogel oder Gelbstirn-Zwergbärtling (Pogoniulus chrysoconus)
  - Gelbrücken-Bartvogel (Pogoniulus coryphaeus)
  - Bergbartvogel (Pogoniulus leucomystax)
  - Makawa-Bartvogel (Pogoniulus makawai)
  - Feuerstirn-Bartvogel (Pogoniulus pusillus)
  - Flecken-Zwergbärtling oder Schuppen-Zwergbärtling (Pogoniulus scolopaceus)
  - Schlichtbartvogel (Pogoniulus simplex)
  - Gelbkehl-Zwergbärtling (Pogoniulus subsulphureus)
- Gattung: Stactolaema
  - Strohkopf-Bartvogel (Stactolaema anchietae)
  - Weißohr-Bartvogel (Stactolaema leucotis)
  - Olivbartvogel (Stactolaema olivacea)
  - Spiegel-Bartvogel (Stactolaema whytii)
- Gattung: Schmuckbartvögel (Trachyphonus)
  - Ohrfleck-Bartvogel (Trachyphonus darnaudii)
  - Flammenkopf-Bartvogel (Trachyphonus erythrocephalus)
  - Perlbartvogel (Trachyphonus margaritatus)
  - Gelbschnabel-Bartvogel (Trachyphonus purpuratus)
  - Haubenbartvogel oder Schwarzrücken-Bartvogel (Trachyphonus vaillantii)
- Gattung: Haarbärtlinge (Tricholaema)
  - Diadem-Haarbärtling (Tricholaema diademata)
  - Miombo-Bartvogel (Tricholaema frontata)
  - Flecken-Bartvogel (Tricholaema hirsuta)
  - Diadem-Bartvogel (Tricholaema lacrymosa)
  - Rotstirn-Bartvogel (Tricholaema leucomelas)
  - Schwarzkopf-Bartvogel (Tricholaema melanocephala)[2]

### Amerikanische Bartvögel
Die Amerikanischen Bartvögel (Capitonidae) leben mit 14 Arten in den Wäldern Mittel- und Südamerikas. Die Vögel werden 15 bis 20 Zentimeter lang. Ihr Gefieder ist oft sehr bunt gefärbt. Ihr Kopf ist groß, der Schnabel groß und schwer, oft mit zahnartigen Aussparungen an den Schnabelrändern. Die Flügel sind abgerundet, die Beine kurz und stark. Sie ernähren sich von Früchten, Insekten und plündern die Nester kleinerer Vögel aus. Amerikanische Bartvögel sind monogam. Sie legen zwei bis fünf Eier. An der Jungenaufzucht beteiligen sich beide Eltern, oft noch unterstützt von Jungvögeln aus vorherigen Bruten.
- Gattung: Buntbärtlinge (Capito)
  - Capito auratus

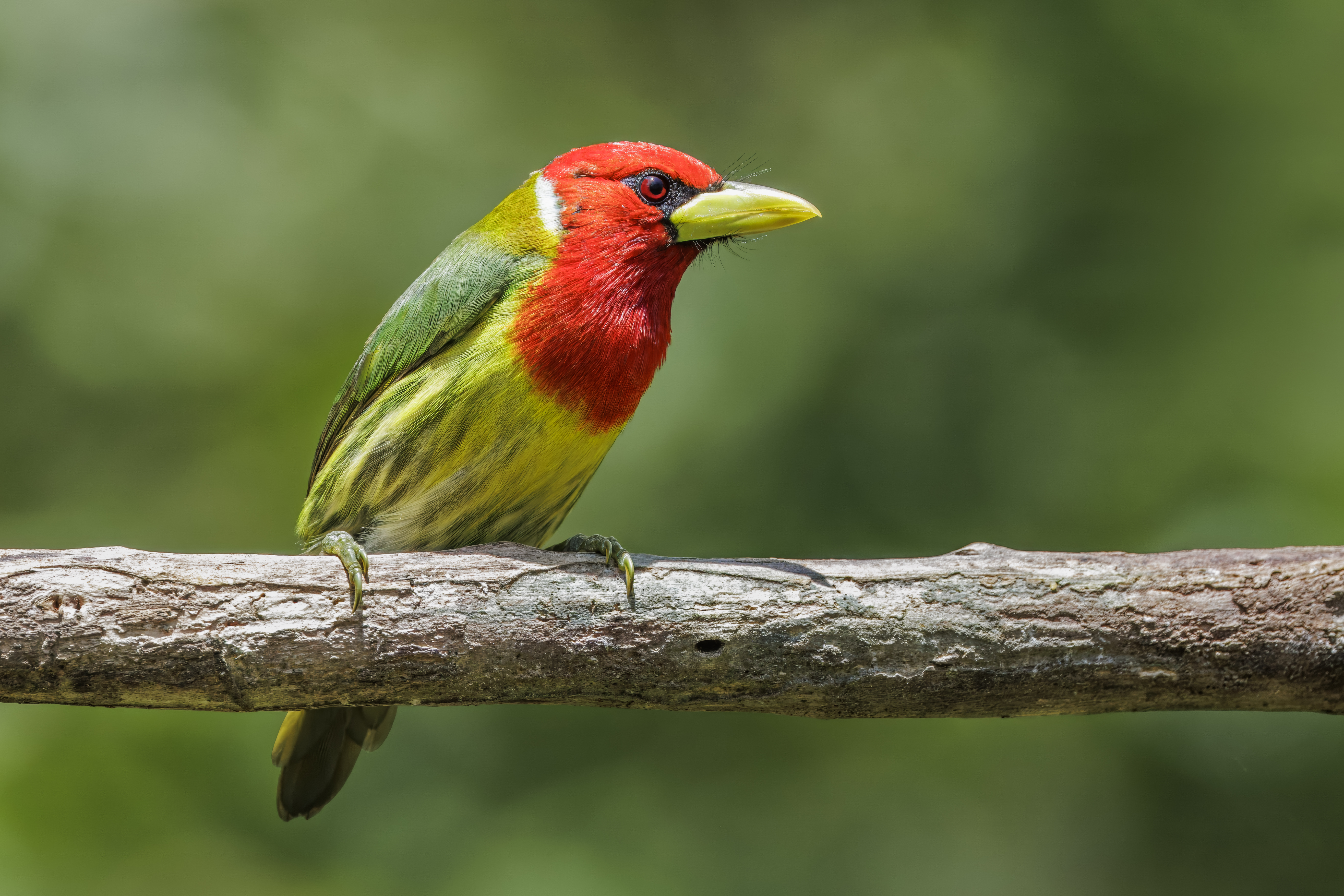
Anden-Bartvogel (Eubucco bourcierii), Männchen

  - Olivrücken-Bartvogel oder Trauerbartvogel (Capito aurovirens)
  - Zimtbrust-Bartvogel (Capito brunneipectus)
  - Kehlbinden-Bartvogel (Capito dayi)
  - Capito fitzpatricki[4]
  - Weißmantel-Bartvogel (Capito hypoleucus)
  - Tropfenbartvogel (Capito maculicoronatus)
  - Tupfenbartvogel (Capito niger)
  - Fünffarben-Bartvogel (Capito quinticolor)
  - Weißnacken-Bartvogel (Capito squamatus)
  - Loreto-Bartvogel (Capito wallacei)
- Gattung: Zwergbuntbärtlinge (Eubucco)
  - Anden-Bartvogel oder Rotkopf-Bartvogel (Eubucco bourcierii)
  - Goldbrust-Bartvogel (Eubucco richardsoni)
  - Scharlachkopf-Bartvogel (Eubucco tucinkae)
  - Bunt-Bartvogel (Eubucco versicolor)

### Tukan-Bartvögel

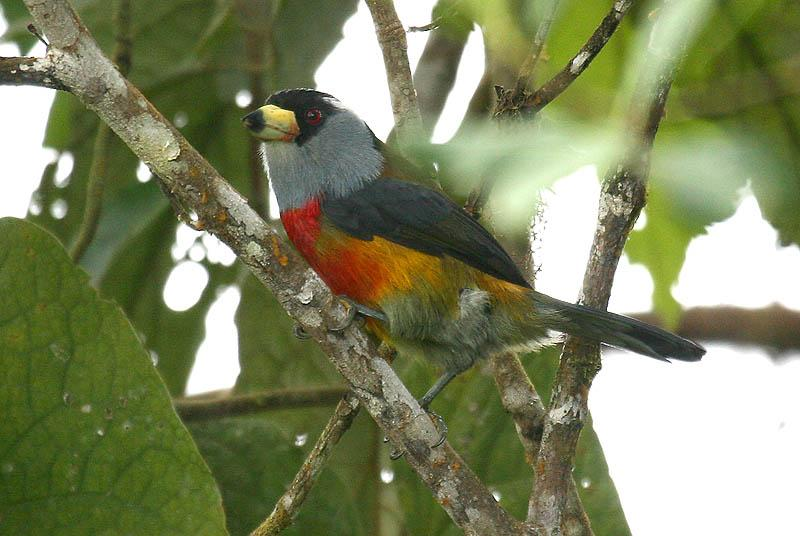
Tukan-Bartvogel
(Semnornis ramphastinus)

Die Bartvögel der Gattung Semnornis sind näher mit den Tukanen (Ramphastidae) als mit den Gattungen der Amerikanischen Bartvögel verwandt sind. Sie werden deshalb in neueren Veröffentlichungen in eine eigene Familie die Tukan-Bartvögel (Semnornithidae) gestellt.
- Gattung: Zinkenschnäbel (Semnornis)
  - Azteken-Bartvogel, Azteken-Knackbärtling oder Zinkenschnabel (Semnornis frantzii)
  - Tukan-Bartvogel (Semnornis ramphastinus)[5]

### Asiatische Bartvögel
Die Asiatischen Bartvögel (Megalaimidae) leben mit 26 Arten in den Wäldern Asiens. Die Vögel werden 15 bis 33 Zentimeter lang. Ihr Gefieder ist grün, bei einer Art bräunlich und hat kontrastierende, farbige Flecke auf dem Kopf und der Brust. Sie ernähren sich von Früchten, Insekten und plündern die Nester kleinerer Vögel aus. Asiatische Bartvögel sind monogam. Sie legen zwei bis vier Eier. An der Jungenaufzucht beteiligen sich beide Eltern, oft noch unterstützt von Jungvögeln aus vorherigen Bruten.
- Gattung: Calorhamphus

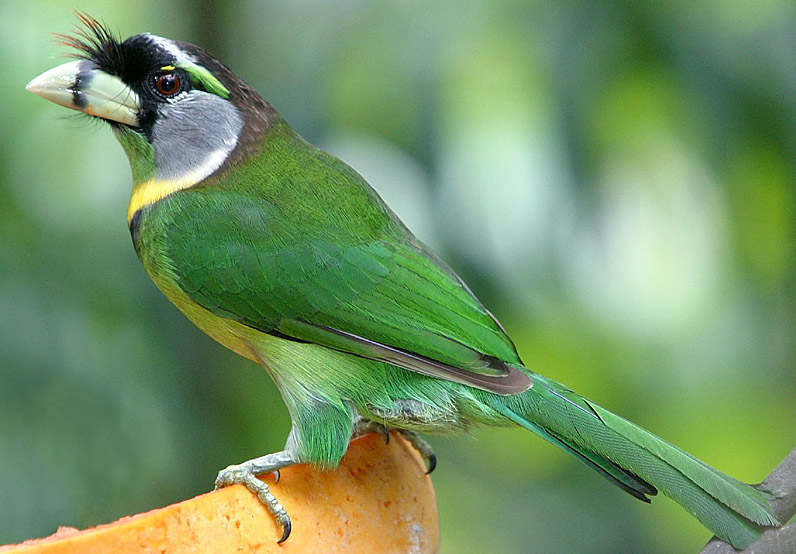
Rotbüschel-Bartvogel (Psilopogon pyrolophus)

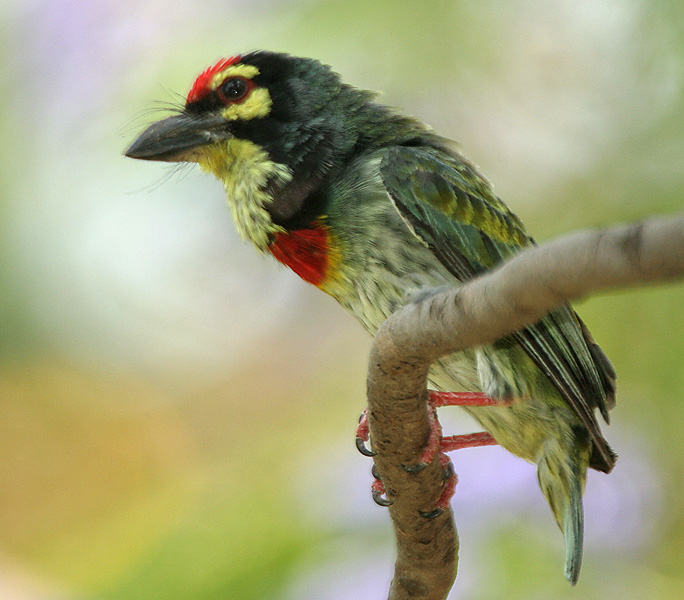
Kupferschmied
(Megalaima haemacephala)

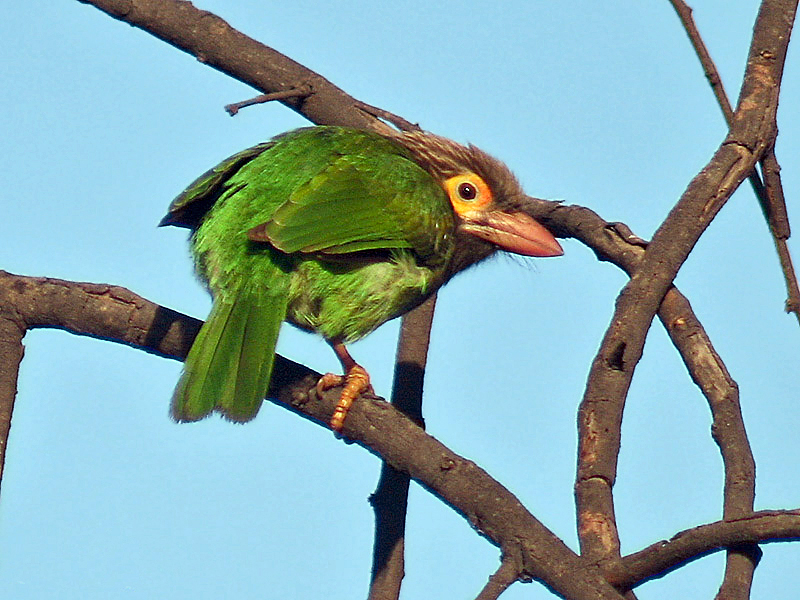
Ceylon-Grünbartvogel (Megalaima zeylanica)

  - Malaien-Braunbartvogel (Calorhamphus hayii)
  - Borneo-Braunbartvogel (Calorhamphus fuliginosus)
- Gattung: Psilopogon
  - Rotbüschel-Bartvogel oder Ohrenbartvogel (Psilopogon pyrolophus)
- Gattung: Grünbartvögel (Megalaima)
  - Megalaima armillaris
  - Blauwangen-Bartvogel (Megalaima asiatica)
  - Megalaima australis
  - Megalaima chrysopogon
  - Megalaima corvina
  - Megalaima eximia
  - Megalaima faiostricta
  - Goldstirn-Bartvogel (Megalaima flavifrons)
  - Goldkehl-Bartvogel (Megalaima franklinii)
  - Goldbartvogel (Megalaima haemacephala)
  - Megalaima henricii
  - Grünscheitel-Bartvogel (Megalaima incognita)
  - Java-Bartvogel (Megalaima javensis)
  - Megalaima lagrandieri
  - Streifen-Bartvogel (Megalaima lineata)
  - Megalaima malabarica
  - Megalaima monticola
  - Buntkopf-Bartvogel (Megalaima mystacophanos)
  - Megalaima oorti
  - Megalaima pulcherrima
  - Megalaima rafflesii
  - Megalaima rubricapilla
  - Heulbartvogel oder Blaukopf-Bartvogel (Megalaima virens)
  - Grünbartvogel (Megalaima viridis)
  - Ceylon-Grünbartvogel (Megalaima zeylanica)[9]